# Johann Jacob Nöggerath
Johann Jakob Nöggerath, ou Johann Jakob Noeggerath, né à Bonn le 10 octobre 1788, et mort dans la même ville le 13 septembre 1877, est un géologue et un minéralogiste prussien. 

## Biographie
En 1814 et 1815, il est commissaire des mines de plusieurs provinces rhénanes. En 1818, il est nommé professeur de géologie puis de minéralogie à l'Université de Bonn. Par la suite, il devient chef du département minéralogique de l'Université, et directeur du muséum d'histoire naturelle de la ville, pour lequel il obtient une importante collection de minéraux. Il est par ailleurs réputé pour sa connaissance des engins miniers.
À partir de 1824 et pendant près d'un demi-siècle, il écrit d'innombrables articles scientifiques pour le Kölnische Zeitung (de), journal réputé à l'époque. Il y cultive également son hobby journalistique : l'étude des procès de sorcellerie du Moyen-Âge. En 1826, Nöggerath est recteur de l'université. Il décède le 13 septembre 1877 à Bonn. Sa tombe se trouve dans l'ancien cimetière de Bonn (de).
Il est l'auteur de nombreux travaux et publications.
La plante carbonifère Noeggerathia (en) lui est dédiée, ainsi que le cratère lunaire Nöggerath (de).

## Publications
- Über aufrecht im Gebirgsgestein eingeschlossene fossile Baumstämme und andere Vegetabilien , 1819-1821
- Das Gebirge in Rheinland-Westphalen, nach mineralogischem und chemischem Bezuge, 4 volumes, 1822-1826
- Die Entstehung der Erde, 1843
- Der Laacher See und seine vulkanischen Umgebungen, 1870